# Kleinhöhe
Kleinhöhe ist ein Ortsteil von Nümbrecht im Oberbergischen Kreis im südlichen Nordrhein-Westfalen innerhalb des Regierungsbezirks Köln.

## Lage und Beschreibung
Der Ort liegt oberhalb des Bröltales zwischen den Nümbrechter Ortsteilen Marienberghausen im Norden und Grünthal im Süden. Er ist über die von Homburg-Bröl kommende Landesstraße L 339 oder über die von Marienberghausen kommende L 350 zu erreichen. Das Ortszentrum von Nümbrecht liegt in Luftlinie rund 3,8 km östlich entfernt.